# Serveringspersonal

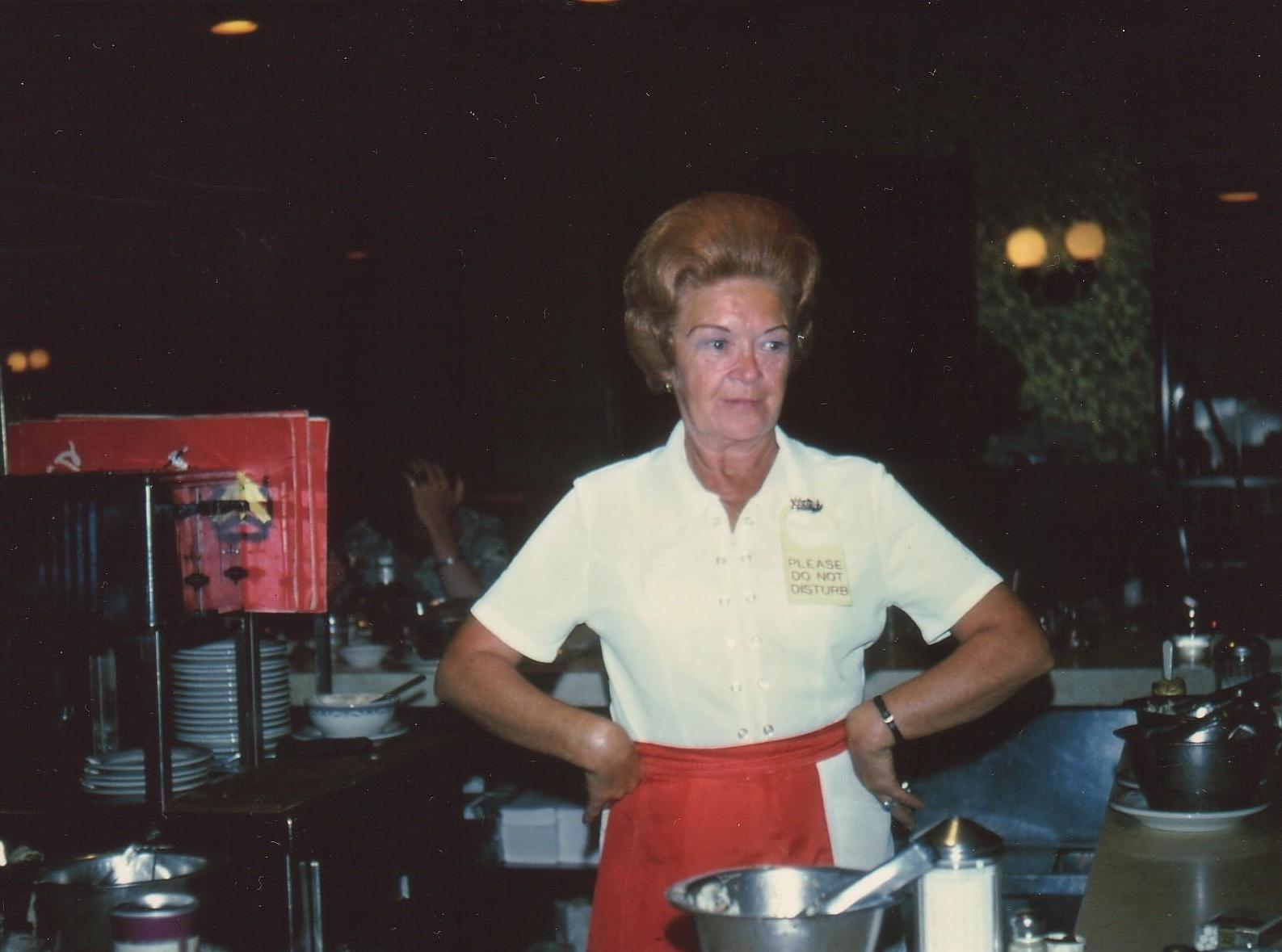
Servitris i Miami Beach år 1973.

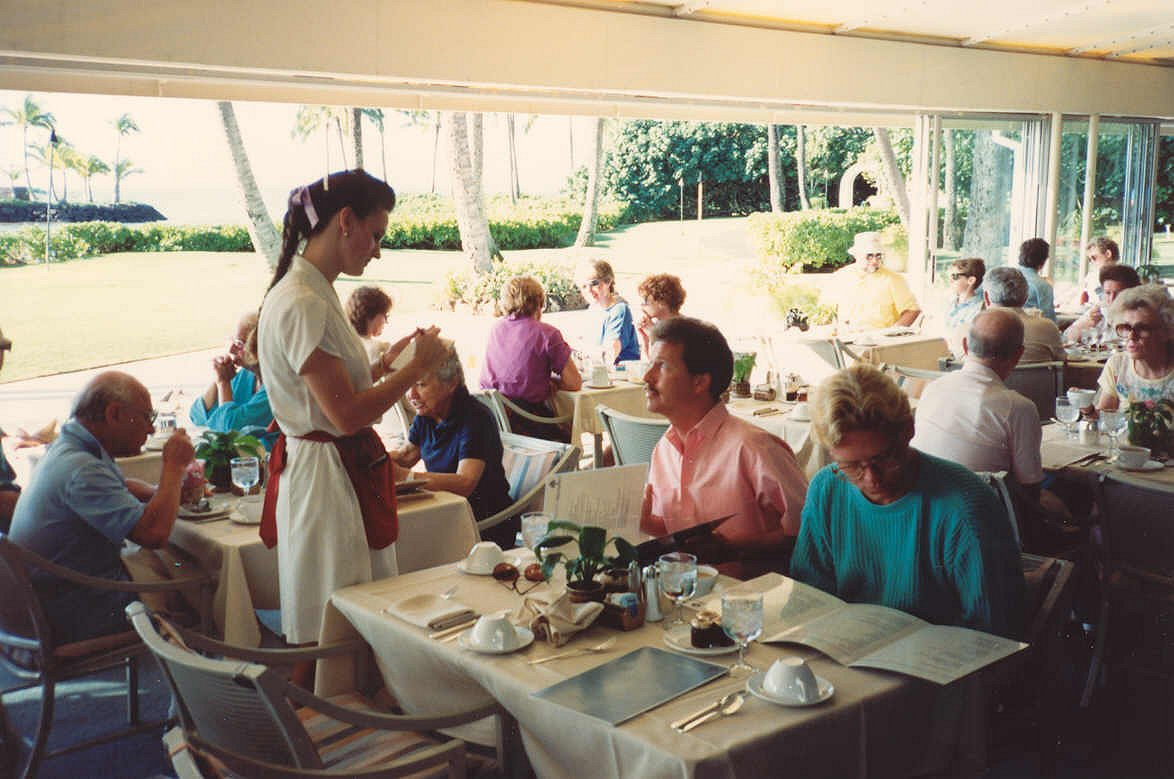
En servitris tar emot en beställning på en restaurang i Hawaii 1989.

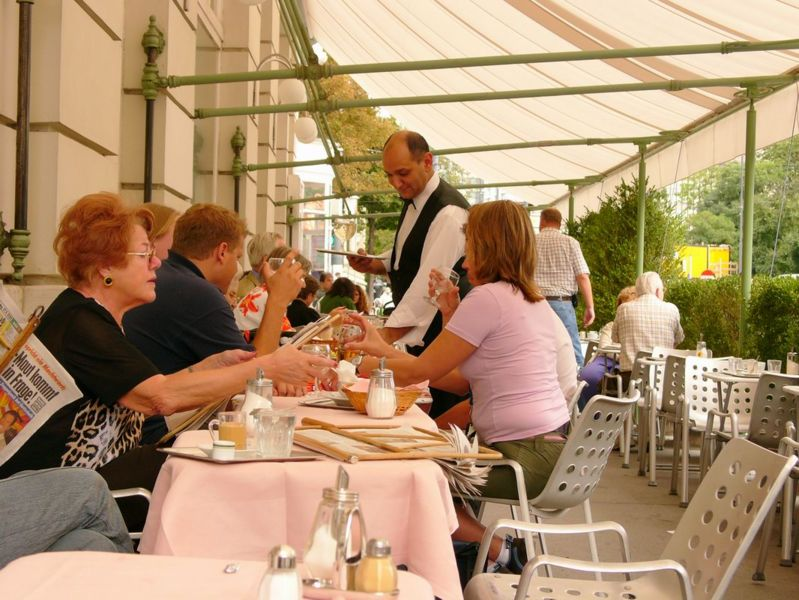
Servitör på en restaurang i Wien i Österrike.

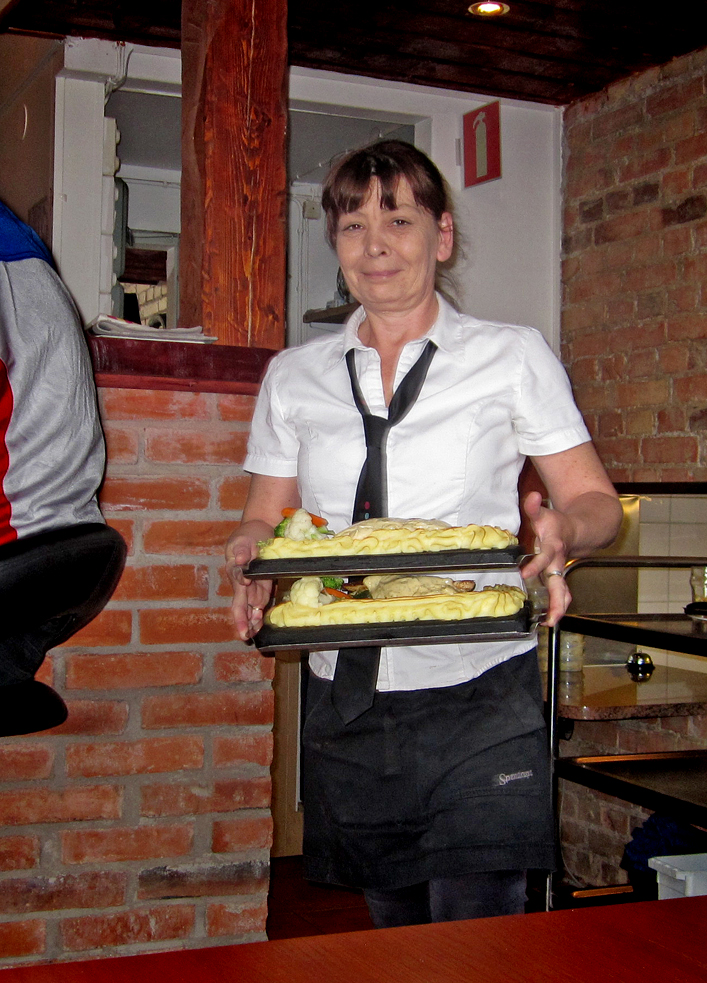
En servitris bär ut en beställning på en restaurang i Ystad.

Serveringspersonal kallas personer som anställda för att servera mat och dryck, ofta på en restaurang eller i en bar. Beteckningen servitör syftar på en man medan servitris syftar på en kvinna. Ett annat ord för servitör är kypare. Serveringspersonalen kallas också inom den svenska restaurangbranschen för servis.

## Allmänt
En av serveringspersonalens viktigaste uppgifter är kontakten med gästerna. I arbetsuppgifterna ingår ofta även att duka, ta upp beställning, servera dryck och mat samt slutligen att delge gästerna notan och eventuellt ta emot betalningen. På vissa arbetsplatser kan serveringspersonalen också ha ytterligare arbetsuppgifter, som att diska, städa eller arbeta i en bar. Även någon form av underhållning av gästerna kan ibland ingå i serveringspersonalens uppgifter.
Det förekommer också att, ibland specialiserade, servitörer och servitriser anställs för arbete i arbetsgivares privathem under just anställningen "servitör" eller "servitris". Detta är dock ganska ovanligt i de flesta delar av världen. Vanligare är i stället att hushållspersonalen sköter servering.
Enligt amerikanska Bureau of Labor Statistics fanns i maj 2008 över 2,2 miljoner människor som var anställda som serveringspersonal i USA.

## Klädsel
Ofta bär servitörer och servitriser uniform eller serveringsdräkt som arbetskläder. Den klassiska uniformen för en servitör består av en vit skjorta, svarta byxor och förkläde samt för en servitris av klänning, alternativt svart kjol och vit blus, samt förkläde. Traditionellt ingår även serveringsmössa servitriskläderna, men det är numera mindre vanligt, åtminstone på restauranger. Många servitörer och servitriser bär även namnbricka. Även i privathem kan husligt anställda, exempelvis hembiträden, barnflickor eller betjänter, bära serveringsdräkt till exempel då de exempelvis serverar men även vid andra finare och vardagligare tillfällen, eller i alla fall ha arbetskläder eller en uniform påminnande om den som serveringspersonal på finare restauranger bär. Till exempel kan hembiträden och barnflickor ha vit blus och svart kjol samt förkläde.

## Facklig anslutning
Serveringspersonalens fackliga organisation är Hotell och Restaurang Facket inom LO och Unionen (hovmästare) inom TCO. Åren 2017-2019 låg den fackliga organisationsgraden för hovmästare, servitörer och bartendrar i intervallet 20-22 procent.